# Космос-2137
Космос-2137 је један од преко 2400 совјетских вјештачких сателита лансираних у оквиру програма Космос.
Космос-2137 је лансиран са космодрома Плесецк, СССР, 19. марта 1991. Ракета-носач Космос је поставила сателит у орбиту око планете Земље. 